# Günter Wind
Günter H. Wind (* 4. April 1917 in Insterburg, Ostpreußen; † 23. Dezember 2018) war ein deutscher Verkehrswissenschaftler und langjähriger Präsident der Deutschen Verkehrswacht.

## Wirken
Wind wurde im Jahr 1917 in Insterburg, Ostpreußen im heutigen Oblast Kaliningrad, Russland geboren und wuchs dort auch auf. Im Jahr 1928, nach dem Tod seines Vaters verzog die Familie nach Hannover, dort machte Wind 1935 das Abitur und schlug anschließend eine Karriere als Offizier beim Militär ein. Während des Zweiten Weltkriegs war er erst in Frankreich stationiert und kämpfte dann im Russlandfeldzug mit. Schnell stieg er vom Leutnant zum Kompaniechef auf und wurde später als Major in den Generalstab des Heeres versetzt.
Nach dem Krieg lernte er Maurer, wurde aber nach der Währungsreform entlassen und war als freier Mitarbeiter für Die Welt und als Redakteur für das Osnabrücker Tageblatt tätig. Durch eine Reportage zum Thema Bentheimer Eisenbahn im Osnabrücker Tagblatt wurde der Verband der Privatbahnen im Personenverkehr in Gütersloh auf ihn aufmerksam und stellte ihn ein, um eine verkehrspolitische Abteilung aufzubauen. Die Abteilung zog 1954 um nach Köln. Nebenbei schloss er an der Universität zu Köln das Studium als Diplom-Kaufmann ab und promovierte zum Doktor rer. pol mit der Dissertation Zur Problematik der fixen Kosten bei Eisenbahnen.
1964 wurde Wind Präsident der Deutschen Verkehrswacht, in seiner Rolle dort initiierte er beim Fernsehen eine Verkehrsaufklärungssendung. Ab 1966 wurde die Sendung Der 7. Sinn von der ARD ausgestrahlt. Wind begleitete die Produktion der Sendung jahrelang. Er blieb bis zum Eintritt in den Ruhestand 1982 Präsident der Deutschen Verkehrswacht. Bis 1995 war er Leiter der Deutschen Akademie für Verkehrswissenschaften in Hamburg.

## Privates
Wind lernte seine Frau Barbara Rossner 1940 im Seebad Neuhäuser kennen. Die beiden heirateten 1942 in Rinteln im Weserbergland, 1944, 1947 und 1959 gebar Barbara Wind jeweils eine Tochter. 2017 feierte das Paar seine Kronjuwelenhochzeit.

## Ehrungen
- Eisernes Kreuz I. Klasse
- 1982: Bundesverdienstkreuz 1. Klasse
- 1985: Großes Bundesverdienstkreuz
- Kommandeur des Verdienstordens des Großherzogtums Luxemburg